# Леонов, Пётр Михайлович
Пётр Михайлович Леонов (1951—2021) — советский и российский деятель культуры, один из основателей и первый директор Музея Владимира Высоцкого.

## Биография
Родился 2 февраля 1951 года в Москве.
Окончил МВТУ им. Н. Э. Баумана (ныне Московский государственный технический университет имени Н. Э. Баумана).
Заведовал литературной частью Театра на Таганке (помощник главного режиссёра театра по литературной части). В 1990 году вместе с женой прибыл на Соловки. Трудился в Соловецком музее-заповеднике, потом на «Соловецком радио». Выступал как режиссёр-постановщик спектаклей детской Школы искусств на Соловках. Состоял в общественной организации «Товарищество Северного Мореходства» и заведовал созданным товариществом Морским музеем, расположенном в сохранившемся с середины XIX столетия амбаре для гребных судов.
Печатался в литературно-историческом альманахе «Соловецкое море».
Скончался 27 мая 2021 года в больнице г. Архангельска от коронавируса.

## Личная жизнь
Вдова — Леонова Надежда Арсеньевна, выпускница Московской консерватории (1975), бессменный руководитель и основатель Школы искусств на Соловках.